# Tiësto’s Club Life
A Tiësto's Club Life Tiësto heti rádióműsora, amit több nagy rádióállomás sugároz Hollandiában, köztük Radio 538 is. A  bemutató 2007. április 6-án délután 10 órai kezdettel egészen éjfélig volt hallható. Az adást eredetileg Club Nouveau-nak nevezték az első öt epizód miatt, de átnevezték Club Life-ra.
A show két részben kerül adásba. Az első órát az aktuális hét új zenéinek mixe, a második órában Tiësto több műfaj zenéje hallható, mint pl. minimal, house, trance és természetesen exkluzív kiadások.
Magyarországon is 2007-2008 között műsoron volt a budapesti 96,4 Roxy Rádióban.

## Speciális adások

### 2007
- 004. adás: első óra élő adás – EOL Alexandra Palace – London, UK (20-04-2007)
- 008. adás: első óra élő adás – King's Hall – Belfast (31-03-2007)
- 013. adás: első óra élő adás – The Point – Dublin, Ireland 16-06-2007
- 017. adás: első óra élő adás – Expo Center – Kijev, Ukrajna (23-06-07)
- 023. adás: In Search of Sunrise (sorozat) speciális ünnepi bemutató: In Search of Sunrise 6
- 039. adás: 2007 év végi Mix

### 2008
- 062. adás: In Search of Sunrise (sorozat) speciális bemutató: In Search of Sunrise 7
- 063. adás: In Search of Sunrise (sorozat) speciális bemutató: In Search of Sunrise 7 2. rész
- 078. adás: 1 óra a Mysterylandi koncertről
- 079. adás: 1 óra a Mysterylandi koncertről, 2. rész
- 082. adás: Privilege Ibiza – záró parti
- 083. adás: Privilege Ibiza – záró parti, 2. rész

## Külső hivatkozások
- Tiësto's Club Life
- Tiësto's Club Life
- Radio 538
- Számlista a trance.nu oldalon